# 경주 얼굴무늬 수막새
경주 얼굴무늬 수막새(慶州 人面文 圓瓦當)는 대한민국 경상북도 경주시 경주국립박물관의 소장품으로 경주 영묘사지(靈廟寺址, 현재 사적 15호 흥륜사지)에서 출토된 신라시대의 기와의 한 종류이다. 연꽃무늬를 새겨놓은 일반적인 수막새와는 달리 얼굴무늬가 아름답게 새겨져 있어 흔히 '신라의 미소'라고도 불린다. 2018년 11월 27일 대한민국의 보물 제2010호로 지정되었다.

## 개요
'경주 얼굴무늬 수막새'는 ‘신라의 미소’라고 널리 소개된 신라시대 원와당(圓瓦當)으로, 일제시기 경주 사정리(沙正里, 현 사정동)에서 출토된 것으로 알려져 있다. 이 수막새는 1934년 경주 시내 야마구치 의원의 의사로 근무하던 일본인 다나카 도시노부(田中敏信)가 골동상점에서 구입하였을 당시부터 고고학술 자료를 통해 존재가 알려졌으며, 이후 일본으로 반출되었으나 1972년 10월 국내에 반환되었다.
일반적인 와당 조성방법처럼 틀(瓦范)에 찍어 일률적으로 만든 것이 아니고, 와범으로 먼저 형태를 잡은 후 손으로 직접 빚어 얼굴의 세부 형상을 만들고 도구를 써서 마무리한 작품이다. 자연스럽고 정교한 솜씨로 보아 숙련된 장인의 작품으로 추정되며 실제 사용한 흔적도 있다. 오른쪽 하단 일부가 결실되었으나 이마와 두 눈, 오뚝한 코, 잔잔한 미소와 두 뺨의 턱 선이 조화를 이루며 신라인 들의 염원과 이상형을 구현한 듯한 높은 예술적 경지를 보여준다.
지금까지 유일하게 알려진 손으로 빚은 얼굴무늬 수막새이자 신라인의 소박하면서도 인간적인 면모를 담아낸 작품으로서, 당시 우수한 와당 기술이 집약된 대표작이다.

## 참고 자료
- 경주 얼굴무늬 수막새 - 국가유산청 국가유산포털